# درة العرب (كوشك)
درة العرب (بالفارسية: دره عرب‌ها) هي منطقة سكنية تقع في إيران في قسم كوشك الريفي. يقدر عدد سكانها بـ 31 نسمة بحسب إحصاء 2016.